# Suomen jäkäläopas
«Suomen jäkäläopas» (с фин. — «Финский справочник по лишайникам», «Справочник по лишайникам Финляндии», «Справочник по лихенофлоре Финляндии») — изданный в Финляндии в 2011 году на финском языке справочник-определитель, посвящённый лишайникам этой страны.
Книга стала лауреатом премии Tieto-Finlandia за 2011 года — наиболее престижной премии Финляндии в области научной и научно-популярной литературы.

## Содержание
Книга была издана в Хельсинки Ботаническим музеем Центрального музея естественной истории при Хельсинкском университете. Составителями книги выступили Сойли Стенрус (Soili Stenroos), Теуво Ахти (Teuvo Ahti), Катилеена Лохтандер (Katileena Lohtander) и Леена Мюллюс (Leena Myllys). Книга вышла в январе 2011 года в твёрдой обложке, с картами ареалов и цветными фотографиями.
В книге представлен 481 таксон (виды, подвиды и разновидности) — все известные в Финляндии макролишайники (листоватые и кустистые), а также наиболее распространённые накипные (корковые). Справочник стал наиболее полным среди всех изданных в Финляндии книг, посвящённых лишайникам этой страны.
Во вступительном разделе книги приведены сведения о морфологии и размножении лишайников, их химическом составе, таксономии и экологии, а также об охране видов, находящихся под угрозой.
Кроме того, в книге имеется обзорная информация, посвящённая истории лихенологических исследований в Финляндии.
Даны описания для каждого рода и вида (подвида) лишайников, приведены сведения об их распространении и экологической приуроченности, а также указаны наиболее распространённые химические реактивы, применяемые при определении лишайников с помощью цветных реакций. Для некоторых таксонов приведены их наиболее известные таксономические синонимы, а также указан охранный статус. Если род содержит несколько видов, его описание включает в себя дихотомический ключ для их определения. Кроме того, в книге приведён общий дихотомический ключ для определения пармелиеобразных лишайников. Каждый таксон в книге проиллюстрирован картой ареала и цветной фотографией.
В книге имеются указатели научных (латинских), финских и шведских названий таксонов, а также лихенологический глоссарий.

## Оценки и признание

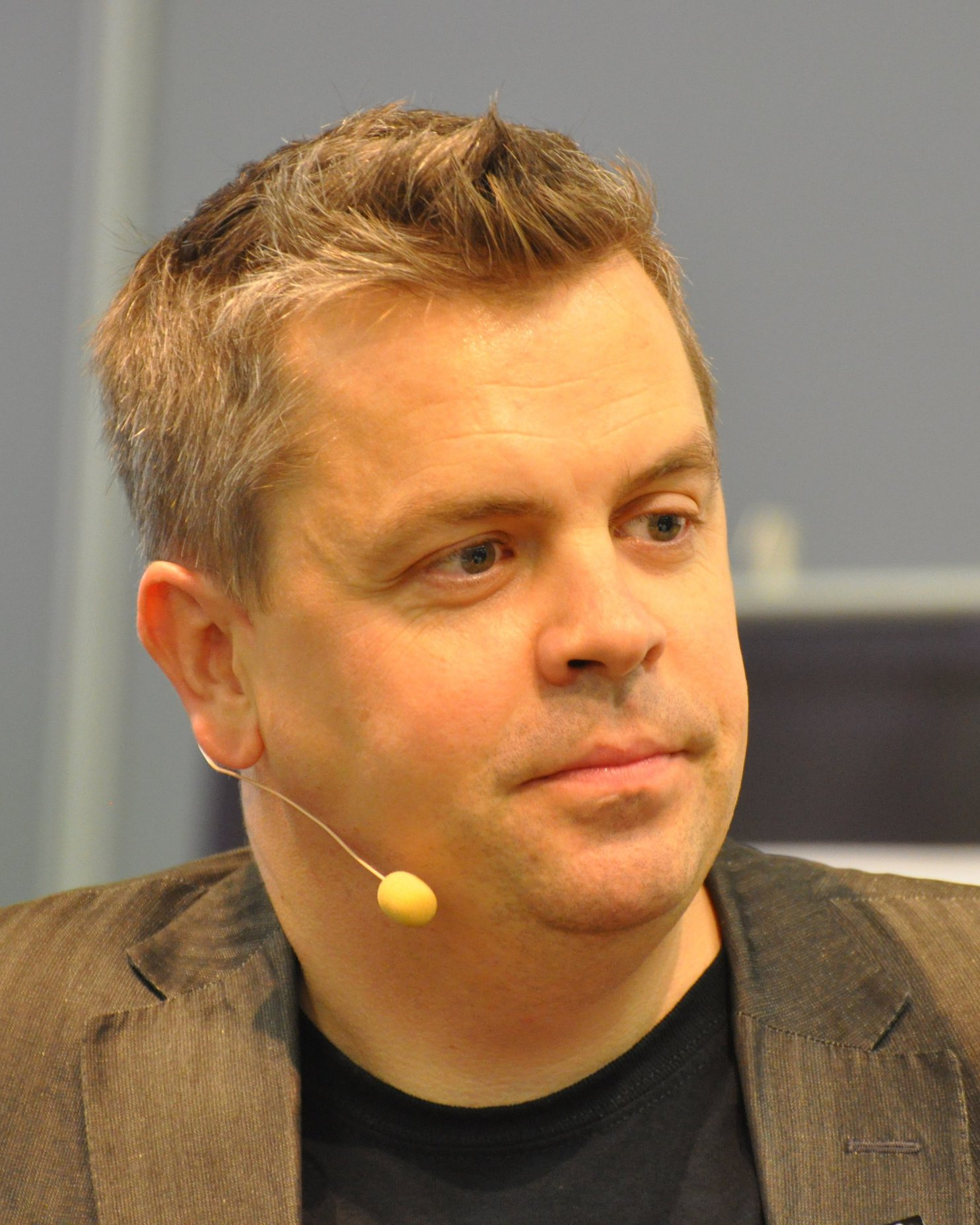
Альф Рен

3 ноября 2011 года были представлены шесть номинантов на премию Tieto-Finlandia — наиболее престижную премию Финляндии в области научной и научно-популярной литературы. Среди шести номинантов, помимо «Suomen jäkäläopas», были книги о проблемах со сном у детей, о фотографировании птиц в природе, а также три работы на исторические темы — о морских сражениях в Финском заливе в 1788—1790 годах во время русско-шведской войны («Войны Густава III» по финской терминологии), о роли Льва Троцкого в российской истории и о боях в Восточной Карелии в 1944 году в последние дни советско-финской войны («Войны-продолжения»). О книге «Suomen jäkäläopas» в презентации номинантов было сказано, что эта книга составлена таким образом, что будет полезной как учёному-исследователю, так и самому обыкновенному человеку.
17 ноября 2011 года было объявлено о присуждении премии книге «Suomen jäkäläopas». Окончательный выбор среди номинантов в 2011 году делал Альф Рен, профессор Академии Або (Турку, Финляндия). Обосновывая свой выбор в пользу справочника по лишайникам, Рен сказал, что данная книга имеет как высокую научную, так и высокую эстетическую ценность. Он отметил замечательные иллюстрации, показывающие, насколько красива природа Финляндии, а также назвал книгу своевременной, напоминающей нам о том, как много интересного можно увидеть на нашей планете, если знать, на что именно надо смотреть. По его мнению, эта книга является гигантским научным трудом, в котором собрана исчерпывающая информация о данном типе растений, который он назвал «практически забытым».

## Комментарии
1. ↑  О лишайниках не совсем корректно говорить как о «типе растений», поскольку они являются симбиотическими ассоциациями грибов и микроскопических зелёных водорослей либо цианобактерий (изредка — одновременно и тех, и других). Рассматриваются лишайники, согласно современным представлениям, не как биологический таксон, а как экологическая группа; их классификация и номенклатура основаны на грибном компоненте.